# 脇山徳雄
脇山 徳雄（わきやま とくお、1932年12月1日 - ）は、日本の物性物理学者。東北大学名誉教授。理学博士（東京大学、1965年）。

## 経歴・業績
1932年長崎県生まれ。長崎県立長崎東高等学校を経て、1956年に学習院大学理学部物理学科卒業、1958年に同大学大学院自然科学研究科修士課程を修了。小林理学研究所を経て、1961年東京大学物性研究所助手となり、1965年に「鉄-アルミニウム系合金単結晶の磁場中冷却効果の研究」で理学博士号を取得。グルノーブル大学理学部客員助教授を経て、1967年東北大学助教授、1978年教授。磁気物性工学を専門とし、1977年には「DHCP結晶構造を持つコバルト・鉄合金の発見とその物性に関する研究」で松永賞を受賞。大学において研究・教育に取り組む傍ら、複数の学会で要職を歴任した。1996年に定年退官、東北大学名誉教授となったのち、関東学院大学工学部教授に就任。同年5月には紫綬褒章を受章した。

## 受賞
- 松永賞（1977年）
- 日本応用磁気学会論文賞（1987年）
- 紫綬褒章（1996年）

## 著書
- 「初等物理シリーズ 磁気」（培風館、1999年）ISBN 978-4563023560